# Francesco Pernici
Francesco Pernici (Esine, 18 febbraio 2003) è un mezzofondista italiano medaglia d'argento ai Campionati europei under 20 a Tallinn.

## Record nazionali
Juniores (under 20)
- 500 metri piani: 1'01"76 ( Brescia, 4 settembre 2022)
- 600 metri piani: 1'17"36 ( Milano, 23 aprile 2022)
- 800 metri piani: 1'46"87 ( Conegliano, 11 giugno 2022)

## Progressione

### 800 metri
| Stagione | Misura  | Luogo      | Data       | Rank. Mond. |
| -------- | ------- | ---------- | ---------- | ----------- |
| 2025     | 1'44"06 | Bergen     | 18-7-2025  |             |
| 2024     | 1'45"26 | Madrid     | 21-6-2024  |             |
| 2023     | 1'45"23 | Molfetta   | 30-7-2023  | 56°         |
| 2022     | 1'46"87 | Conegliano | 11-6-2022  | 178º        |
| 2021     | 1'48"95 | Brescia    | 27-7-2021  | 534º        |
| 2020     | 1'52"08 | Voghera    | 10-10-2020 | 729º        |
| 2019     | 1'56"52 | Cremona    | 12-10-2019 |             |

### 800 metri indoor
| Stagione | Misura  | Luogo   | Data      | Rank. Mond. |
| -------- | ------- | ------- | --------- | ----------- |
| 2024/25  | 1'47"35 | Nantes  | 25-2-2025 |             |
| 2023/24  | 1'47"38 | Glasgow | 1-3-2024  |             |
| 2022/23  | 1'50"20 | Ancona  | 5-2-2023  | 278º        |
| 2021/22  | 1'50"97 | Ancona  | 27-2-2022 | 364º        |
| 2020/21  | 1'53"69 | Padova  | 14-2-2021 | 572º        |
| 2019/20  | 1'58"64 | Ancona  | 15-2-2020 |             |

## Palmarès
| Anno | Manifestazione          | Sede     | Evento        | Risultato  | Prestazione | Note                                     |
| ---- | ----------------------- | -------- | ------------- | ---------- | ----------- | ---------------------------------------- |
| 2021 | Europei U20             | Tallinn  | 800 m piani   | Semifinale | 1'50"63     |                                          |
| 2021 | Europei U20             | Tallinn  | 4×400 m       | Argento    | 3'07"13     |                                          |
| 2021 | Mondiali U20            | Nairobi  | 800 m piani   | Batteria   | 1'53"35     |                                          |
| 2021 | Mondiali U20            | Nairobi  | 4×400 m       | 8º         | 3'12"16     |                                          |
| 2021 | Mondiali U20            | Nairobi  | 4×400 m mista | 6º         | 3'24"26     | [ 1 ]                                    |
| 2022 | Mondiali U20            | Cali     | 800 m piani   | Batteria   | 1'51"07     |                                          |
| 2022 | Mondiali U20            | Cali     | 4×400 m       | Batteria   | 3'08"55     | Miglior prestazione personale stagionale |
| 2022 | Mediterraneo U23        | Pescara  | 800 m piani   | 5º         | 1'48"38     |                                          |
| 2023 | Mediterraneo U23 indoor | Valencia | 800 m piani   | 5º         | 1'53"13     |                                          |
| 2023 | Europei U23             | Espoo    | 800 m piani   | 4º         | 1'46"24     |                                          |
| 2023 | Mondiali                | Budapest | 800 m piani   | Batteria   | 1'45"89     |                                          |
| 2024 | Mondiali indoor         | Glasgow  | 800 m piani   | Batteria   | 1'47"38     | Miglior prestazione personale            |
| 2024 | Europei                 | Roma     | 800 m piani   | Semifinale | dq          | [ 2 ]                                    |
| 2025 | Giochi europei          | Madrid   | 800 m piani   | Argento    | 1'44"39     | Miglior prestazione personale            |
| 2025 | Giochi europei          | Madrid   | A squadre     | Oro        | 431,5 p.    |                                          |
| 2025 | Europei U23             | Bergen   | 800 m piani   | 4º         | 1'45"01     |                                          |

## Campionati nazionali
- 1 volta campione nazionale promesse negli 800 m (2023)
- 1 volta campione nazionale promesse negli 800 m indoor (2023)
- 2 volte campione nazionale juniores negli 800 m (2021, 2022)
- 2 volte campione nazionale juniores negli 800 m indoor (2021, 2022)
- 1 volta campione nazionale allievi negli 800 m (2020)
- 1 volta campione nazionale allievi negli 800 m indoor (2020)

2019
- 7º ai campionati italiani allievi, 800 m - 1'58"76

2020
- Oro ai campionati italiani allievi, 800 m - 1'55"95
- Oro ai campionati italiani allievi indoor, 800 m - 1'58"64

2021
- 11º ai campionati italiani assoluti, 800 m  - 1'49"86
- Oro ai campionati italiani juniores, 800 m - 1'50"29
- Oro ai campionati italiani juniores indoor, 800 m - 1'54"14

2022
- 4º ai campionati italiani assoluti, 800 m - 1'48"18
- Oro ai campionati italiani juniores, 800 m - 1'47"67
- 7º ai campionati italiani assoluti indoor, 800 m - 1'50"97
- Oro ai campionati italiani juniores indoor, 800 m - 1'51"62

2023
- Bronzo ai campionati italiani assoluti, 800 m - 1'45"23
- Oro ai campionati italiani promesse, 800 m - 1'47"63
- 9º ai campionati italiani assoluti indoor, 800 m - 1'50"36
- Oro ai campionati italiani promesse indoor, 800 m - 1'50"20

2024
- Oro ai campionati italiani assoluti indoor, 800 m piani - 1'49"15
- 4º ai campionati italiani promesse indoor, 400 m - 48"65
- Argento ai campionati italiani assoluti, 800 m piani - 1'45"89

2025
- Argento ai campionati italiani assoluti, 800 m piani - 1'47"68

## Altre competizioni internazionali
2022
- Argento al Meeting Città Di Conegliano ( Conegliano), 800 m piani - 1'46"87

2025
- Campionati europei a squadre di atletica leggera ( Madrid)
- Argento ai Campionati europei a squadre di atletica leggera ( Madrid), 800 m piani - 1'44"39
- Oro al Meeting di Nancy ( Nancy), 800 m piani - 1'44"28